# مایکل ای. گورجیان
مایکل آنترانیگ گورجیان (انگلیسی: Michael Antranig Goorjian؛ زاده ۴ فوریهٔ ۱۹۷۱) بازیگر ارمنی‌تبار اهل ایالات متحده آمریکا است.

## گزیده فیلمشناسی
از فیلم‌ها یا برنامه‌های تلویزیونی که وی در آن نقش داشته‌است می‌توان به آثار زیر اشاره کرد.
- همیشه جوان (فیلم ۱۹۹۲) (۱۹۹۲)
- چاپلین (فیلم) (۱۹۹۲)
- ترک لاس وگاس (۱۹۹۵)
- باران سخت (فیلم) (۱۹۹۸)
- اس ال سی پانک! (۱۹۹۸)
- سی‌اس‌آی (۲۰۰۱)
- آمریکانا (۲۰۰۱)
- آلیاس (۲۰۰۵)
- مانک (۲۰۰۵)
- دکتر هاوس (۲۰۰۵)
- سی‌اس‌آی: میامی (۲۰۰۶)
- شکسته (۲۰۰۶)
- به من دروغ بگو (۲۰۰۹)
- امور پنهانی (۲۰۱۴)
- کد سیاه (۲۰۱۶)
- لوسیفر (مجموعه تلویزیونی) (۲۰۱۶)